# Dobřínsko
Dobřínsko – gmina w Czechach, w powiecie Znojmo, w kraju południowomorawskim. Według danych z dnia 1 stycznia 2022 liczyła 395 mieszkańców.